# Juan Leiva
Juan Carlos Leiva – piłkarz urugwajski, bramkarz.
Jako piłkarz klubu Rampla Juniors wziął udział w turnieju Copa América 1959, gdzie Urugwaj zajął przedostatnie, szóste miejsce. Leiva zagrał w dwóch meczach – z Paragwajem (stracił 1 bramkę) i Brazylią (stracił 3 bramki). W pozostałych meczach bramki urugwajskiej strzegł Walter Taibo.
Leiva grał także w Argentynie, gdzie w 1960 roku na krótko zawitał do klubu CA Independiente. W sumie tylko w jednym meczu ligi argentyńskiej Leiva bronił bramki klubu Independiente.